# Corvus woodfordi
Il corvo beccobianco o corvo di Guadalcanal (Corvus woodfordi (Ogilvie-Grant, 1887)) è un uccello passeriforme della famiglia dei corvidi.

## Etimologia
Il nome scientifico della specie, woodfordi, rappresenta un omaggio a Charles Morris Woodford, naturalista e governatore coloniale inglese.

## Descrizione

### Dimensioni
Misura 40-41 cm di lunghezza, per 555-615 g di peso: a parità d'età, i maschi sono più grossi e pesanti rispetto alle femmine.

### Aspetto

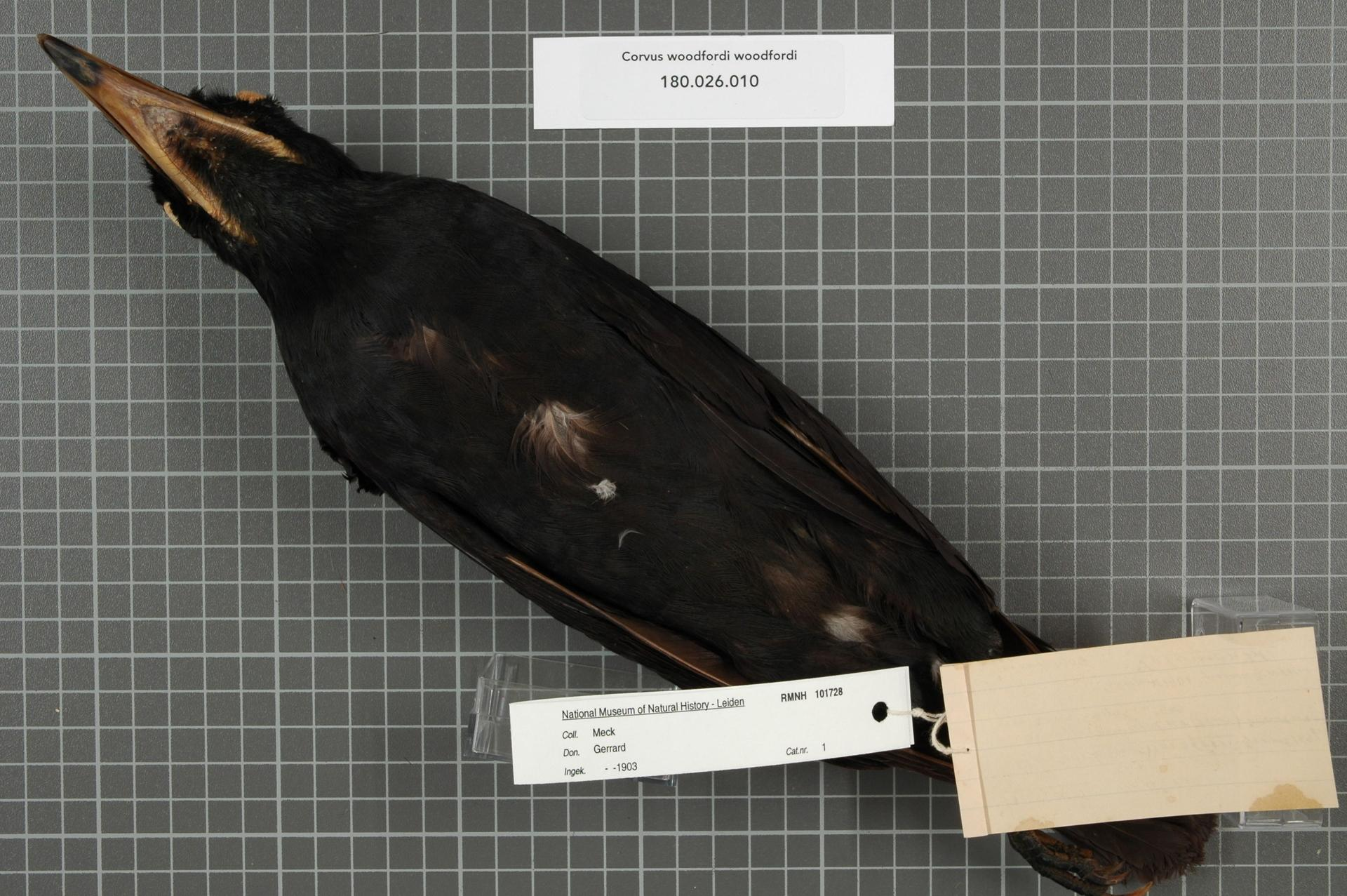
Veduta ventrale di esemplare impagliato.

i tratta di uccelli dall'aspetto robusto e massiccio, muniti di testa arrotondata con becco lungo, appuntito e lievemente ricurvo verso il basso, con collo robusto, ali digitate, zampe forti e coda squadrata e piuttosto corta.
Il piumaggio si presenta interamente di colore nero lucido, con presenza di riflessi metallici verdi sulla testa e purpurei su corpo e ali.

I due sessi sono del tutto simili nella colorazione.
Il becco, come intuibile dal nome comune, è di colore bianco avorio, con punta nera: anche la base della mandibola superiore appare di questo colore, che tuttavia è dato dalle lunghe vibrisse presenti attorno alle narici ed orientate in avanti. Le zampe sono di colore nerastro: gli occhi sono invece di colore bianco-azzurrino.

## Biologia
Il corvo beccobianco è un uccello dalle abitudini di vita essenzialmente diurne e moderatamente gregarie, che di notte dormono riuniti fra i rami di un albero in gruppi di una quindicina d'individui, mentre durante il giorno si muovono nella canopia e fra i rami alti alla ricerca di cibo, attività che viene svolta da soli, in coppie o in piccoli gruppi di 3-4 individui.
Il richiamo di questi uccelli è rappresentato da un breve gracchio rimbombante che suona come wah-wah: esso ricorda il richiamo dell'affine corvo di Torres, rispetto al quale si presenta più acuto e veloce.

### Alimentazione
Si tratta di uccelli onnivori, la cui dieta è incentrata sul consumo di insetti (in particolar modo coleotteri), artropodi ed altri invertebrati, nonché delle loro larve e da cibi di altra origine, come frutta, bacche, semi, granaglie e piccoli vertebrati.

### Riproduzione
Le informazioni sulla riproduzione di questi uccelli sono molto scarse e limitate all'osservazione di esemplari che si approssimavano ad andare in amore durante i mesi di giugno-luglio, il che farebbe pensare a un periodo riproduttivo durante la primavera australe: per il resto, si ha motivo di ritenere che i costumi riproduttivi del corvo beccobianco siano analoghi, per modalità e tempistica, a quelli osservabili nelle altre specie di corvo.

## Distribuzione e habitat
Il corvo beccobianco è endemico delle Isole Salomone, delle quali popola la porzione centrale e sud-orientale (isole di Choiseul, Santa Isabel e Guadalcanal).
L'habitat di questi uccelli è costituito dalla foresta pluviale tropicale di pianura e collina (con predilezione per quest'ultima), spingendosi fino a 1250 m di quota.

## Tassonomia
Secondo alcuni, il corvo beccobianco sarebbe da accorpare col corvo di Bougainville, col quale però non sembrerebbe presentare un'affinità filogenetica particolarmente stretta.
Alcuni autori riconoscerebbero una sottospecie vegetus del sud di Santa Isabel, tuttavia la specie viene generalmente considerata monotipica.